# 死人の鏡
『死人の鏡』（しにんのかがみ、原題：Murder in the Mews, 米題：Dead Man's Mirror）は、1937年に刊行されたアガサ・クリスティの推理小説の短編集である。日本語版のタイトルは米題に沿う。4編収録されており、全てエルキュール・ポアロが主人公である。

## 概要
日本版（早川書房版）は原版と同じく全4編収録されているが、米版は「謎の盗難事件」が削除された全3編で構成されている。しかし邦題は、原題のMurder in the Mews ではなく米版のDead Man's Mirror に沿っている。

## 各話あらすじ

### 厩舎街の殺人
（原題：Murder in the Mews）（1936年）
ガイ・フォークス・ナイトに、若い未亡人が拳銃自殺した。しかし、自殺理由はわからず、現場には自殺と断定するにはおかしな点も多い。これは他殺と推定したジャップ警部はポアロに捜査を依頼する。

### 謎の盗難事件
（原題：The Incredible Theft）（1927年）
新進気鋭の政治家であり、優れた技術で富を築いたメイフィールド卿の家でパーティーが開かれる。航空司令官ジョージ・キャリントン卿とその妻子、ブルネットの美しいアメリカ人ヴァンダリン夫人、国会議員のマカッタ夫人が出席する。メイフィールド卿の秘書であるカーライルも夕食に参加する。メイフィールド卿とジョージ卿が二人きりになると、彼らは新型戦闘機の設計図を使って、スパイと思われるヴァンダリン夫人を罠にはめる相談をする。
メイフィールド卿とジョージ卿以外の客が寝静まると、カーライルは戦闘機の設計図を金庫から取り出しておくよう命じられるが、メイフィールド卿が確認すると設計図が無くなっている。ジョージ卿はすぐにエルキュール・ポアロを呼ぶよう提案する。呼び出されたポアロは、二人から一連の出来事とヴァンダリン夫人に関する疑惑を聞く。ポアロは設計図が館外へは持ち出されていないと考えるが、パーティーの参加者たちが帰宅していくのを見送る。
ポアロは、消去法で犯人はメイフィールド卿しかあり得ないと推理する。彼は敵対する外国との交渉に数年前に関与しており、それに関連して脅迫され、ヴァンダリン夫人に設計図を渡すように言われていたのだ。メイフィールド卿はポアロの推理を認めるが、動機は純粋なものであり、彼女が持っていった設計図は微妙に改ざんして使い物にならないものであったと明かす。

### 死人の鏡
（原題：Dead Man’s Mirror）（1931年）
ジェルヴァース・シェヴニクス＝ゴア卿から、先祖代々の屋敷にポアロを呼びつける不躾な手紙が届く。しかし、どこか興味をそそられるものがあり、ポアロは列車に乗る。館に到着したポアロは、卿の妻で自分をエジプト女性の生まれ変わりだと信じている変わり者のヴァンダ、養女のルースとその従兄弟ヒューゴ・トレント、卿の家系調査を手伝う秘書のリンガードに会う。誰もポアロを待っていないことは明らかで、いつも時間に正確なはずのジェルヴァース卿自身も姿を見せない。ポアロらが書斎に行くとジェルヴァース卿が死んでおり、明らかに拳銃自殺の様子である。しかしポアロは納得せず、銃弾が鏡に当たった位置など、死因をめぐるさまざまな不審点から、ジェルヴァース卿は殺害されたものと判断する。
ポアロが到着する前に、招待客や家族たちはディナーのために着替えをしており、夕食を知らせる銅鑼の音を聞いた後、銃声が鳴り響いたとされるが、誰もが車のバックファイアかシャンパンの音だろうと思って不審に思わなかったという。ジェルヴァース卿は人望がなかったため、娘や甥など容疑者には事欠かない。ヒューゴはスーザン（この屋敷の別の客）と婚約しており、ルースはレイク（ジェルヴァース卿のエージェント）とすでに秘密裏に結婚していたことが明らかになる。
最後にポアロは書斎に全員を集める。ポアロは、ジェルヴァース卿が、ルースがヒューゴと結婚しないなら勘当するつもりだったことを明らかにする。しかし、彼女はすでにレイクと結婚していた。ポアロはルースがジェルヴァース卿を殺したのだと断定するが、リンガードが殺人を自供する。彼女はルースの実の母親で、ジェルヴァース卿が娘の相続権を取り消すのを阻止するために殺害していた。
殺害当時、書斎の扉が開いていたため、ジェルヴァース卿を殺した弾丸は廊下の銅鑼に当たり、スーザンは最初の銅鑼の音を聞いたと思った（通常、夕食は執事が銅鑼を2回鳴らした後に出された）。鏡を壊して自殺に見せかけたのはリンガードである。彼女は紙袋を吹いて銃声を装った。ポアロは、リンガードが娘を助けて自白するだろうことを見込んでルースを告発するふりをしたが、リンガードに不利な証拠は何もなかった。皆が帰った後、リンガードは、自分がルースの母親であることをルースに言わないでほしいとポアロに頼む。ポアロはリンガードが不治の病であることを理由に同意し、リンガードがなぜ殺人を犯したのか不思議に思うルースには明かさずにおく。

### 砂にかかれた三角形
（原題：Triangle at Rhodes）（1936年）
犯罪とは無縁の静かな休日を過ごしたいポアロは、10月の閑散期で宿泊客の少ないロードス島を訪れる。そこには、若いパメラ・ライアルとサラ・ブレイク、そして自他ともに美しさを認めるヴァレンタイン・チャントリーが滞在しており、彼女はダグラス・ゴールドの気を引いている。それは、ダグラスの妻で温和な風情のマージョリーと、ヴァレンタインの夫トニー・チャントリーを蔑ろにする態度であった。衆目のもとで二人の男がヴァレンタインの寵愛を競い合うという三角関係になり、彼女はその注目を喜んでいる様子である。
マージョリーは、夫がヴァレンタインと頻繁に会っていることから、ホテルの多くの宿泊客の同情を得る。彼女はポアロに相談し、ポアロは彼女に、命が惜しければすぐに島を出るようにと警告するが、彼女は夫と離れることはできないと言う。ある晩、ダグラスとチャントリーが大声で言い争ったのを皮切りに、事態は急を告げる。ヴァレンタインとマージョリーがドライブから戻った後、ヴァレンタインは夫から渡されたカクテルを飲んで毒死しているのが発見される。
ヴァレンタインを殺した毒薬の瓶がダグラスのジャケットから発見されたため、彼がすぐに疑われる。しかし、ポアロは皆が瀕死の妻に注目している隙にチャントリーがダグラスのポケットにそれを入れたことに気づき、この情報を警察に伝える。
ポアロはパメラ・ライアルに、彼女は間違った三角形に注目しているのだと解説する。本当の三角関係は、ダグラス、マージョリー、チャントリーの3人の間にあったのだ。チャントリーとマージョリーは不倫関係にあり、チャントリーは妻ヴァレンタインに飽きたが彼女の財産が欲しいので、マージョリーと共謀して彼女を殺し、ダグラスに罪を着せたのである。ポアロがマージョリー・ゴールドに警告したのは、彼女が殺される危険のある犠牲者であることを恐れたからではなく、その反対であった。彼女は捕まり、裁判にかけられ、犯人の一人として有罪となり、殺人罪で絞首刑にされるだろうと警告していたのだ。ポアロは「彼女はわかっていた」と強調する。

## 日本語訳
| 題名     | 出版社   | 文庫名                     | 訳者       | 巻末          | カバーデザイン  | 初版年月日    | ページ数 | ISBN          | 備考 |
| -------- | -------- | -------------------------- | ---------- | ------------- | --------------- | ------------- | -------- | ------------- | ---- |
| 死人の鏡 | 早川書房 | ハヤカワ・ミステリ文庫1-49 | 小倉多加志 | 訳者あとがき  | 真鍋博          | 1979年6月30日 | 331      | 4-15-070049-4 | 絶版 |
| 死人の鏡 | 早川書房 | クリスティー文庫58         | 小倉多加志 | 解説 野崎六助 | Hayakawa Design |               | 433      | 4-15-130058-9 |      |

## 映像化作品
名探偵ポワロ
- 『ミューズ街の殺人』シーズン1 エピソード2（通算第2話） イギリス1989年放送、 日本1990年放送
- 『なぞの盗難事件』シーズン1 エピソード8（通算第8話） イギリス1989年放送、 日本1990年放送
  - トミー・メイフィールド：ジョン・ストライド - 軍需産業の実業家、事件の被害者
  - メイフィールド夫人：キアラン・マッデン - トミーの妻
  - ヴァンダリン夫人：カルメン・デュソートイ - ドイツのシンパと疑われるアメリカ人
  - ジョージ・キャリントン卿：ジョン・カーソン - 政治家

- 『死人の鏡』シーズン5 エピソード7（通算第40話） イギリス1993年放送、 日本1994年放送
  - ジャベイス・シェブニックス：イアン・カスバートソン - 殺人の被害者
  - ルース・シェブニックス：エマ・フィールディング - シェブニックスの養女
  - リンガード：フィオナ・ウォーカー - シェブニックスの秘書
  - ヴァンダ・シェブニックス：ゼナ・ウォーカー - シェブニックスの妻
  - ジョン・レイク：リチャード・リンテルン - ノースゲート開発の経営者
  - ヒューゴ・トレント：ジェレミー・ノーサム - 家具メーカーの経営者
  - スーザン・カードウェル：トゥシュカ・ベルゲン - トレントの妻

- 『砂に書かれた三角形』シーズン1 エピソード6（通算第6話） イギリス1989年放送、 日本1990年放送
  - パメラ・ライアル：フランシス・ロー - 滞在客
  - ヴァレンタイン・チャントリー：アニー・ランバート - 事件の被害者
  - マージョリー・ゴールド：アンジェラ・ダウン - 滞在客
  - チャントリー司令官：ジョン・カートライト - ヴァレンタインの夫
  - ダグラス・ゴールド：ピーター・セッテレン - マージョリーの夫
  - バーンズ少佐：ティモシー・カイトリー - 滞在客